# ロベルト・ザンデル
アドルフ・ロベルト・ザンデル（Adolh Robert Zander、1895年9月18日 - 1966年6月27日）は、スウェーデン・ルレオ出身の元同国代表サッカー選手。現役時代のポジションはGK。
1924年、スウェーデン代表のメンバーとして参加したパリオリンピックでは、正ゴールキーパーはジークフリード・リンドベリが担ったため、出場機会こそ無かったもののチームは銅メダルを獲得した。
曾孫のグスタフ・ルドヴィグソンもサッカー選手。